# Lijst van voetbalinterlands Chili - Slowakije (vrouwen)
Deze lijst van voetbalinterlands is een overzicht van alle officiële voetbalinterlands tussen de nationale vrouwenteams van Chili en Slowakije. De landen hebben tot nu toe één keer tegen elkaar gespeeld.

## Wedstrijden
| № | Plaats | Datum        | Competitie        | Wedstrijd         | Uitslag |
| - | ------ | ------------ | ----------------- | ----------------- | ------- |
| 1 | Senec  | 10 juni 2021 | Vriendschappelijk | Slowakije − Chili | 1 − 0   |

## Samenvatting
| Competitie        | Totaal gespeeld | Winst Chili | Gelijk | Winst Slowakije | Doelsaldo Chili – Slowakije |
| ----------------- | --------------- | ----------- | ------ | --------------- | --------------------------- |
| Vriendschappelijk | 1               | 0           | 0      | 1               | 0 − 1                       |
| Totaal            | 1               | 0           | 0      | 1               | 0 − 1                       |